# Фриман, Абрам Иосифович
Абра́м (Авраа́м) Ио́сифович Фри́ман (ивр. אברהם פרימן‎; 15 октября 1888, Тростянец, Подольская губерния, Российская империя — декабрь 1953, Бердянск, Украинская Советская Социалистическая Республика) — еврейский поэт, писатель, жертва политических репрессий. Писал на иврите.

## Биография
Родился в многодетной семье зажиточного торговца Иосифа-Цви Фримана и домохозяйки Шейндл Фриман. Получил в детстве традиционное еврейское образование, а также вместе с братьями и сестрами изучал светские науки с приглашенным репетитором. В подростковом возрасте брал уроки у знатока Талмуда и современной ивритской литературы Мордехая-Цви Александра и под его влиянием решил стать писателем.
В дореволюционные годы часто проводил время в Одессе у сестер, где познакомился с еврейскими писателями и поэтами. В 1909 году дебютировал в ежемесячнике «Ха-Шилоах», опубликовав там стихотворение. В 1917 году в Одессе несколько месяцев обучался литературному мастерству у Х. Н. Бялика. В мае 1919 года Абрам Фриман стал свидетелем погрома, который устроили в Тростянце украинские крестьяне. По мотивам тростянецкого погрома Абрам Фриман написал и впоследствии опубликовал несколько частей романа «1919». В произведении рассказывается о реальных событиях из жизни украинских евреев во время Гражданской войны.
Оказавшись в числе «лишенцев», был вынужден покинуть Тростянец. До 1931 года проживал в г. Тульчине и работал в «Райпотребсоюзе». В 1930 году смог переслать первые главы романа «1919» в Палестину Якову Фихману и опубликовать их в журнале «Ха-Олам». В 1931 году первая часть романа были издана в Берлине.
В 1931—1932 — у брата в Москве, служащий «Мострикотажа». C 1932 по 1935 проживал в Одессе и работал уполномоченным по распространению периодической литературы в высших учебных заведениях. В Одессе продолжал заниматься литературной деятельностью и написанием публицистических статей, которые отправлял в Палестину, Германию, США и Англию. В качестве дополнительного заработка преподавал иврит. Весной 1934 года встречался с еврейским американским писателем Опатошу, который предложил Фриману сотрудничество с рядом американских журналов. Однако, из-за отказа Фримана писать произведения на идише, переговоры ни к чему не привели.
В конце 1935 года, после издания второй части романа Авраамом Каривом в Тель-Авиве, был удостоен ежегодной литературной премии имени Бялика. 15 декабря 1935 года арестован Управлением НКВД по Одесской области, как активный участник сионистской организации, участники которой обвинялись в проведении подпольных собраний, нелегальной связи с сионистскими кругами за границей, распространении сионистской литературы. Группу в том числе обвиняли в укрывательстве от следствия сиониста Ханзина. Решением Особого Совещания при НКВД СССР был осужден по статье 54-10 УК РСФСР на 3 года ссылки.
Находясь в ссылке, продолжил поддерживать связь с Палестиной, за что 22 марта 1938 года был арестован и осужден как социально-опасный элемент к 3 годам исправительно-трудовых лагерей. В годы Великой Отечественной войны проживал в г. Камышлов Свердловской области, где работал на заготовительной конторе «Союзутиль».
Прибыв в 1945 году на проживание в город Бердянск, повторно женился и устроился на работу кладовщиком в строительное-монтажное управление. В конце 1940-начале 1950-х разрабатывался Запорожским УМГБ по подозрению в сионистской деятельности. Незадолго до своей кончины написал поэму «Гимн матери», посвященную становлению независимого государства Израиль. Впоследствии черновики с литературными произведениями, которые писатель планировал переслать в Израиль, были конфискованы МГБ и уничтожены.
В последние годы жизни страдал нервным расстройством, болел туберкулезом. В начале декабря 1953 года скончался от кровоизлияния в мозг. Похоронен в Бердянске. В 1968 году в Израиле были изданы три части романа Абрама Фримана «1919» с послесловием И. Слуцкого. Заключительная часть романа на данный момент не найдена.